# حادث حافلة المعتمرين العمانيين 2015
حادث حافلة المعتمرين العمانيين وقع فجر يوم 30 يوليو 2015 في طريق خريص بالمملكة العربية السعودية بين حافلة تقل معتمرين عمانيين وشاحنة. القائم بأعمال سفارة سلطنة عمان في السعودية أكد أن عدد الوفيات في حادث المعتمرين هو 9 وفيات.